# Abd-Al·lah ibn Hàndhala
Abd-Al·lah ibn Hàndhala ibn Abi-Àmir al-Ansarí (àrab: عبدالله بن حنظلة بن أبي عامر الأنصاري, ʿAbd Allāh ibn Ḥanẓala ibn Abī ʿĀmir al-Anṣārī), també conegut com a Ibn al-Ghassil (àrab: ابن الغسيل, Ibn al-Ḡasīl) o, simplement, com Abd-Al·lah ibn Hàndhala, fou el cap de la revolta que va esclatar a Medina (682-683) contra el califa Yazid I.
Era fill de Ghassil al-Malàïka, company del profeta Muhàmmad. El governador de Medina, Uthman ibn Muhàmmad el va enviar a Damasc el 682 com a part d'una delegació per arranjar les diferències entre els medinesos malcontents i els omeies. En tornar, Ibn al-Ghassil es va distingir per les critiques contra el califa Yazid I al qual considerava indigne, i els Ansar medinesos, revoltats, el van elegir com a cap mentre els quraixites de la ciutat posaven enfront seu a Abd-Al·lah ibn Mutí. El califa va enviar tropes el 683 dirigides per Muslim ibn Uqba al-Murrí, que va agafar una posició estratègica a Harra, a l'est de Medina, i al cap de tres dies va presentar batalla i va derrotar els rebels (agost del 683). Abd-Al·lah va lluitar braument, però va morir de les ferides i el seu cap fou portat al general omeia.